# David Rautio
David Pär Oskar Rautio Berguv, född 8 juli 1985 i Luleå, är en svensk före detta ishockeymålvakt. Rautio påbörjade sin ishockeykarriär i moderklubben Luleå HF, med vilka han också debuterade i SHL, dåvarande Elitserien, 2005. Under sin första seniorsäsonger i Luleå hade Rautio svårt att ta en ordinarie plats i laget och blev därför utlånad till andra klubbar: Bofors IK i Hockeyallsvenskan och Piteå HC, både i Hockeyallsvenskan och Division 1.
Efter att ha lämnat klubben 2007 spelade Rautio en säsong vardera för Almtuna IS och IK Oskarshamn i Hockeyallsvenskan, samt norska Lillehammer IK i Eliteserien innan han återvände till Luleå inför säsongen 2010/11. Säsongen 2012/13 tog han ett SM-silver med klubben. Efter fyra säsonger i Luleå lämnade han åter laget, denna gång för spel i Linköping HC där han tillbringade två säsonger. Mellan 2016/17 och 2018/19 spelade han för Brynäs IF, med vilka han tog sitt andra SM-silver säsongen 2016/17, innan han återvände för en tredje sejour i Luleå HF. Mellan januari 2021 och april 2022 spelade han åter för Linköping HC. Från september 2023 spelade Rautio bara ett fåtal matcher, för Luleå HF och Skellefteå AIK, innan han i mars 2025 meddelade att han avslutat sin karriär.
Som junior tog Rautio säsongen 2004/05 JSM-silver med Luleå HF. Samma år spelade han JVM och 2013 gjorde han A-landslagsdebut.

## Karriär

### Klubblagskarriär

#### 2004–2014: Luleå HF, Hockeyallsvenskan och Lillehammer
David Rautio började spela ishockey i moderklubben Luleå HF:s juniorverksamhet. Under sin sista säsong som junior, 2004/05, tog Rautio ett SM-silver med Luleås J20-lag. Rautio blev under säsongens gång också utlånad i två matcher till Piteå HC i Hockeyallsvenskan. Han gjorde debut i serien den 29 oktober 2004 i en 2–4-förlust mot Bofors IK där han räddad 32 av 36 skott. Dessutom fick han debutera för Luleå i Elitserien, i en match borta mot Södertälje SK 24 januari 2005. Han var i början av matchen reservmålvakt, men fick byta av Manny Fernandez, som då släppt in sex mål. Rautio spelade totalt 22 minuter, släppte in ett mål och stod för sex räddningar i matchen som slutade 7-2 till Södertälje.
Den 17 maj 2005 skrev Rautio ett tvåårsavtal med Luleå. Den följande säsongen agerade han andremålvakt i klubben, bakom Tero Leinonen, och fick stå i 14 Elitseriematcher. Han avslutade säsongen med Piteå HC, som kvalade för att avancera från Division 1 till Hockeyallsvenskan. Inför säsongen 2006–07 blev Rautio utlånad från Luleå HF till Bofors IK för spel i Hockeyallsvenskan. Han avslutade även denna säsong med Piteå HC, som återigen kvalade till Hockeyallsvenskan. 
I juni 2007 meddelades det att Rautio skrivit på ett ettårskontrakt för Almtuna IS. Den 12 november samma år höll han sin första nolla i Hockeyallsvenskan då han räddade samtliga 35 skott i en 0–0-match mot IF Sundsvall Hockey. Almtuna slutade på tolfte plats i grundserien och Rautio spelade totalt 24 matcher för klubben. Vid tre av dessa höll han nollan. Efter en säsong med Almtuna meddelades det i april 2008 att Rautio skrivit på för den norska klubben Lillehammer IK. Han fick spela i 32 av säsongens 45 matcher och hade seriens bästa räddningsprocent (92.5). Dessutom blev han uttagen till ligans All Star-lag. Därefter skrev Rautio i april 2009 på ett ettårskontrakt med IK Oskarshamn i Hockeyallsvenskan. Laget slutade på sista plats i grundserien, men höll sig kvar i Hockeyallsvenskan då man vann det efterföljande kvalspelet där Rautio höll nollan vid två tillfällen.

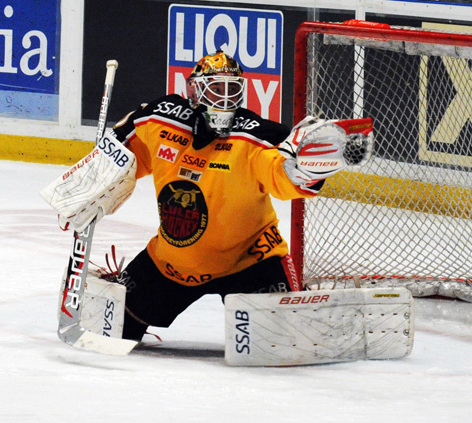
Rautio med Luleå HF.

Inför säsongen 2010/11 återvände Rautio till Luleå HF som han då skrivit ett tvåårsavtal med. Under den första säsongen sedan återkomsten delade Rautio i grundserien på målvaktssysslan med Anders Nilsson. Den 9 oktober 2010 höll han nollan för första gången i Elitserien då han stoppade samtliga av Frölunda HC:s 16 skott i vad som blev en 3–0-seger. Luleå slutade på fjärde plats i tabellen och Rautio spelade 24 grundseriematcher. I det efterföljande SM-slutspelet spelade dock Nilsson samtliga 13 matcher. De två efterföljande säsongerna bildade han målvaktspar tillsammans med Johan Gustafsson. Säsongen 2011/12 höll han nollan vid fyra tillfällen i grundserien. Luleå vann grundserien men slogs omgående ut i SM-slutspelet av AIK i kvartsfinalserien med 4–1 i matcher. Rautio gjorde debut i slutspelssammanhang och spelade två av dessa matcher. Tidigare under säsongen, i februari 2012, förlängde Rautio sitt kontrakt med Luleå med ytterligare två år.
I början av december 2012 slog Rautio nytt klubbrekord i Luleå då han blev den målvakt som stått längst tid utan att släppa in ett mål. Det tidigare rekordet, 184 minuter och 6 sekunder, innehölls av Tero Leinonen och slogs av Rautio då han höll nollan i 203 minuter och 30 sekunder. Samma månad vann han European Trophy tillsammans med Luleå. Laget förlorade endast en enda match i grundserie och slutspel och i finalen höll Rautio nollan då Färjestad BK besegrades med 2–0. Säsongen 2012/13 slutade Luleå trea i Elitseriens grundserie. I slutspelet slog man ut Frölunda HC och Färjestad BK i kvarts- respektive semifinal, innan man föll mot Skellefteå AIK med 4–0 i finalserien. I slutspelet satsade Luleå på Gustafsson som förstemålvakt vilket gjorde att Rautio inte fick speltid alls.
2013/14 blev för stunden Rautios sista säsong med Luleå HF där han var lagets uttalade förstemålvakt. Han spelade 34 matcher i grundserien och hade bäst genomsnitt vad gäller insläppta mål per match av samtliga målvakter i serien (1.78). Efter att Luleå slutat på sjätte plats i grundserien ställdes laget mot Växjö Lakers HC i kvartsfinalserien, där man besegrades med 4–2 i matcher. Rautio spelade i tre av dessa matcher.

#### 2014–2025: Fortsatt spel i SHL
I april 2014 skrev han på ett tvåårskontrakt med Linköping HC. Under sin första säsong i klubben höll han nollan vid sju tillfällen av de 33 matcher han spelade under grundserien vilket var flest av alla målvakter. Laget slutade på fjärde plats och tog sig till semifinal i SM-slutspelet då man slagit ut både Modo Hockey och Frölunda HC, innan man besegrades av Skellefteå AIK med 4–1 i matcher. Efter ytterligare en säsong i Linköping, där laget slutade på tredje plats i grundserietabellen och sedan slogs ut i kvartsfinal av Växjö Lakers HC med 4–2 i matcher, meddelades det den 31 mars 2016 att Rautio lämnat klubben.
Kort därefter, den 4 april, skrev han ett tvåårsavtal med Brynäs IF. I grundserien spelade han 29 matcher och höll nollan vid två tillfällen. Brynäs kvalificerade sig för kvartsfinalspel sedan man slutat på femte plats i grundserien. I kvartsfinalserien besegrades Linköping HC med 4–2 i matcher och Rautio höll nollan vid tre av dessa. Efter att ha besegrat Frölunda HC i semifinal med 4–3 i matcher var laget klart för finalspel. Brynäs ledde finalserien med 3–2, men föll med 3–4 och Rautio tilldelades därmed sitt andra SM-silver. Den följande säsongen spelade Rautio 33 matcher i grundserien och höll nollan vid fem tillfällen, hans näst bästa notering i ligan. Brynäs var det sista laget att ta sig till SM-slutspel där man slog ut Luleå HF med 2–1 i matcher i play-in. I den följande serien föll man dock med 4–1 mot Växjö Lakers, som senare också kom att vinna SM-guld. Två dagar efter Brynäs uttåg ur slutspelet meddelades det den 26 april 2018 att Rutio förlängt avtalet med klubben med ytterligare en säsong.
Den 23 april 2019 bekräftades det att Rautio återvänt för en tredje sejour i moderklubben Luleå HF då han skrivit ett tvåårsavtal med klubben. Han spelade dock endast 17 matcher i grundserien då Joel Lassinantti användes som förstemålvakt. Luleå vann grundserien i överlägsen stil, 14 poäng före tvåan Färjestad BK. SM-slutspelet ställdes dock in på grund av Coronaviruspandemin 2019–2021. Efter att ha inlett säsongen 2020/21 med Luleå tillkännagavs det den 18 januari 2021 att Rautio återvänt till Linköping för återstoden av säsongen. Den 21 april 2022 bekräftades det att Rautio skrivit ett ettårsavtal med Timrå IK. Han spelade endast fem matcher för klubben och var andramålvakt bakom Jacob Johansson. Rautio lämnade Timrå i februari 2023 och anslöt samma månad till den schweiziska klubben SCL Tigers i NL. Med Tigers spelade han en grundseriematch.
Den 7 augusti 2023 bekräftade Skellefteå AIK att man skrivit ett korttidsavtal med Rautio, fram till den 9 september. Senare meddelades det att Rautio förlängt sitt avtal med klubben för återstoden av säsongen. Han spelade endast två matcher för klubben i SHL innan det den 2 januari 2024 meddelades att han lånats ut till Luleå HF. Två veckor senare bekräftades det att Rautio återvänt till Luleå permanent för återstoden av säsongen, han spelade därefter endast en match för klubben. Efter säsongen 2023/24 stod Rautio kontraktslös fram till slutet av oktober 2024 då han skrev ytterligare ett korttidsavtal med Skellefteå AIK. Avtalet förlänges senare inte och i mars 2025 bekräftade han att han valt att avsluta sin spelarkarriär.

### Landslagskarriär
Rautio var uttagen till Sveriges trupp till JVM 2005 i USA. Rautio fick spela i fyra av Sveriges sex matcher. Laget föll i kvartsfinalen mot USA med 8–2 och fick spela match om femteplats mot Finland – som man också förlorade mot, med 3–4.
Den 9 november 2013 debuterade Rautio i svenska A-landslaget under Karjala Tournament, i en 2–5-förlust mot Ryssland.

## Statistik

### Klubbkarriär
| 2004–05    | Piteå HC       | HA          | 2   | 117    | 7   | 69    | 0  | 3.83 | 89.4 | —  | —     | —  | —   | — | —    | —    |
| 2004–05    | Luleå HF       | Elitserien  | 1   | 22     | 1   | 6     | 0  | 2.69 | 85.7 | —  | —     | —  | —   | — | —    | —    |
| 2005–06    | Luleå HF       | Elitserien  | 14  | 486    | 30  | 237   | 0  | 3.70 | 88.7 | —  | —     | —  | —   | — | —    | —    |
| 2005–06    | Piteå HC       | Div. 1      | —   | —      | —   | —     | —  | —    | —    | 3  |       |    |     |   | 1.69 | 93.8 |
| 2006–07    | Bofors IK      | HA          | 18  | 1 031  | 57  | 404   | 0  | 3.32 | 87.6 | —  | —     | —  | —   | — | —    | —    |
| 2006–07    | Piteå HC       | Div. 1      | 5   |        |     |       |    | 2.75 | 87.4 | 4  |       |    |     |   | 3.21 | 88.3 |
| 2007–08    | Almtuna IS     | HA          | 24  | 1 448  | 70  | 569   | 3  | 2.94 | 88.9 | —  | —     | —  | —   | — | —    | —    |
| 2008–09    | Lillehammer IK | Eliteserien | 32  | 1 952  | 75  |       | 2  | 2.30 | 92.5 | —  | —     | —  | —   | — | —    | —    |
| 2009–10    | IK Oskarshamn  | HA          | 37  | 2 133  | 98  | 1052  | 1  | 2.76 | 91.5 | 9  | 518   | 16 | 178 | 2 | 1.85 | 91.8 |
| 2010–11    | Luleå HF       | Elitserien  | 24  | 1 444  | 52  | 492   | 1  | 2.16 | 90.4 | —  | —     | —  | —   | — | —    | —    |
| 2011–12    | Luleå HF       | Elitserien  | 27  | 1 603  | 49  | 606   | 4  | 1.72 | 92.9 | 2  | 117   | 6  | 53  | 0 | 3.06 | 89.8 |
| 2012–13    | Luleå HF       | Elitserien  | 22  | 1 348  | 37  | 496   | 3  | 1.65 | 93.1 | —  | —     | —  | —   | — | —    | —    |
| 2013–14    | Luleå HF       | SHL         | 34  | 2 019  | 60  | 713   | 4  | 1.78 | 92.2 | 3  | 187   | 10 | 72  | 0 | 3.20 | 87.8 |
| 2014–15    | Linköping HC   | SHL         | 33  | 1 851  | 63  | 738   | 7  | 2.04 | 92.1 | 7  | 376   | 19 | 138 | 0 | 3.03 | 87.9 |
| 2015–16    | Linköping HC   | SHL         | 28  | 1 590  | 52  | 568   | 2  | 1.96 | 91.6 | 6  | 356   | 15 | 136 | 0 | 2.53 | 90.0 |
| 2016–17    | Brynäs IF      | SHL         | 29  | 1 714  | 65  | 730   | 2  | 2.28 | 91.8 | 11 | 658   | 22 | 283 | 3 | 2.01 | 92.8 |
| 2017–18    | Brynäs IF      | SHL         | 33  | 1 923  | 81  | 784   | 5  | 2.53 | 90.6 | 7  | 397   | 18 | 184 | 0 | 2.72 | 91.1 |
| 2018–19    | Brynäs IF      | SHL         | 25  | 1 425  | 62  | 597   | 2  | 2.72 | 90.6 | —  | —     | —  | —   | — | —    | —    |
| 2019–20    | Luleå HF       | SHL         | 17  | 941    | 36  | 329   | 3  | 2.30 | 90.1 | —  | —     | —  | —   | — | —    | —    |
| 2020–21    | Luleå HF       | SHL         | 18  | 1 084  | 47  | 386   | 1  | 2.60 | 89.2 | —  | —     | —  | —   | — | —    | —    |
| 2020–21    | Linköping HC   | SHL         | 14  | 762    | 32  | 330   | 1  | 2.52 | 91.2 | —  | —     | —  | —   | — | —    | —    |
| 2021–22    | Linköping HC   | SHL         | 13  | 710    | 33  | 296   | 1  | 2.79 | 89.9 | —  | —     | —  | —   | — | —    | —    |
| 2022–23    | Timrå IK       | SHL         | 5   | 272    | 13  | 104   | 1  | 2.86 | 88.8 | —  | —     | —  | —   | — | —    | —    |
| 2022–23    | SCL Tigers     | NL          | 1   | 40     | 3   | 24    | 0  | 4.5  | 88.9 | —  | —     | —  | —   | — | —    | —    |
| 2023–24    | Skellefteå AIK | SHL         | 2   | 115    | 3   | 33    | 0  | 1.56 | 91.7 | —  | —     | —  | —   | — | —    | —    |
| 2023–24    | Luleå HF       | SHL         | 1   | 60     | 3   | 15    | 0  | 3.00 | 83.3 | —  | —     | —  | —   | — | —    | —    |
| 2024–25    | Skellefteå AIK | SHL         | —   | —      | —   | —     | —  | —    | —    | —  | —     | —  | —   | — | —    | —    |
| SHL totalt | SHL totalt     | SHL totalt  | 341 | 19 369 | 719 | 7 460 | 37 | 2.22 | 91.2 | 36 | 2 091 | 90 | 866 | 3 | 2.52 | 90.8 |

### Internationellt
| År            | Lag           | Turnering     |   | M | V | F | O   | MIN | IM  | R | N    | GIM   | R% |
| ------------- | ------------- | ------------- | - | - | - | - | --- | --- | --- | - | ---- | ----- | -- |
| 2005          | Sverige J20   | JVM           | 4 | 1 | 2 | 0 | 197 | 13  | 100 | 1 | 3.95 | 88.50 |    |
| Junior totalt | Junior totalt | Junior totalt | 4 | 1 | 2 | 0 | 197 | 13  | 100 | 1 | 3.95 | 88.50 |    |

## Privatliv
David är son till Tor-Erik Rautio, som har varit trummis i musikgruppen Shanes.